# RIZIN.48
Yogibo presents RIZIN.48（ヨギボー・プレゼンツ・ライジン・フォーティーエイト）は、日本の総合格闘技団体「RIZIN」の大会の一つ。
2024年9月29日に埼玉県さいたま市さいたまスーパーアリーナで開催された。

## 概要
RIZIN.45以来9ヶ月ぶりにさいたまスーパーアリーナのアリーナモードで開催された今大会では、ルイス・グスタボが王者ホベルト・サトシ・ソウザに挑戦するRIZINライト級タイトルマッチ、前王者朝倉海のUFC参戦による王座返上に伴う井上直樹とキム・スーチョルのRIZINバンタム級王座決定戦が行われ、ライト級タイトルマッチでは、ソウザが試合開始わずか21秒でTKO勝ちを収め、3度目の王座防衛に成功し、バンタム級タイトルマッチでは、井上が対日本人戦績無敗かつKO負け経験なしのキム・スーチョルにTKO勝ちを収め、王座獲得に成功した。また、現RIZIN女子スーパーアトム級王者で2022年RIZIN女子スーパーアトム級トーナメント優勝者の伊澤星花が2017年RIZIN女子スーパーアトム級トーナメント優勝者で今大会をもって現役を引退する浅倉カンナとノンタイトル戦で対戦し、伊澤がフルマークで判定勝ちを収めた。また、試合後に浅倉の引退セレモニーが行われた。

## 対戦カード
第1試合 MMAルール 66.0kg契約ワンマッチ 5分3R
○  カルシャガ・ダウトベック vs.  木下カラテ ×
1R 1:48 KO（左ストレート）
第2試合 MMAルール 57.0kg契約ワンマッチ 5分3R
×  新井丈 vs.  エンカジムーロ・ズールー ○ 
1R 4:18 TKO（スタンドパンチ連打）
第3試合 MMAルール 61.0kg契約ワンマッチ 5分3R
×  金太郎 vs.  秋元強真 ○
1R 3:16 TKO（グラウンドでの膝蹴り）
第4試合 MMAルール 66.0kg契約ワンマッチ 5分3R
×  萩原京平 vs.  高木凌 ○
1R 2:31 リアネイキッドチョーク
第5試合 MMAルール 71.0kg契約ワンマッチ 5分3R
○  矢地祐介 vs.  宇佐美正パトリック ×
3R終了 判定3-0
第6試合 MMAルール 61.0kg契約ワンマッチ 5分3R
×  牛久絢太郎 vs.  佐藤将光 ○
3R終了 判定0-3
第7試合 MMAルール 49.0kg契約ワンマッチ 5分3R
○  伊澤星花 vs.  浅倉カンナ ×
3R終了 判定3-0
第8試合 MMAルール 66.0kg契約ワンマッチ 5分3R
×  フアン・アーチュレッタ vs.  ラジャブアリ・シェイドゥラエフ ○ 
1R 3:10 腕ひしぎ十字固め
※アーチュレッタが前日計量で規定体重を2.9kgオーバーしたため、シェイドゥラエフが勝利した場合のみ公式記録となり、アーチュレッタにレッドカード提示によるペナルティ（50%減点）が与えられた状態から試合が行われた。
第9試合 MMAルール 61.0kg契約ワンマッチ 5分3R
○  元谷友貴 vs.  太田忍 ×
3R 4:09 リアネイキッドチョーク（ワンハンドチョーク）
第10試合 MMAルール 61.0kg契約 5分3R
RIZINバンタム級タイトルマッチ（第7代バンタム級王座決定戦）
○  井上直樹 vs.  キム・スーチョル ×
1R 3:55 TKO（スタンドパンチ連打）
※ 井上が王座獲得に成功。第7代バンタム級王者となった。
第11試合 MMAルール 71.0kg契約 5分3R
RIZINライト級タイトルマッチ
○  ホベルト・サトシ・ソウザ vs.  ルイス・グスタボ ×
1R 0:21 TKO（左ストレート→パウンド）
※ ソウザが3度目の王座防衛に成功。